# باول اولسون
باول اولسون (بالإنجليزية: Paul Olsson)‏ (24 ديسمبر 1965 بكينغستون أبون هال في المملكة المتحدة - ) هو مدرب كرة قدم ولاعب كرة قدم بريطاني في مركز الوسط. لعب مع نادي إكزتر سيتي ونادي هارتلبول يونايتد وهال سيتي ونادي سكاربورو وNorth Ferriby United A.F.C. ‏ ودارلينجتون إف سى.

## وصلات خارجية
- باول اولسون على موقع Soccerbase.com (لاعب) (الإنجليزية)